# 讷沃塞勒
讷沃塞勒（法語：Neuvecelle，法語發音：[nœvsɛl]）是法国奥弗涅-罗讷-阿尔卑斯大区上萨瓦省的一个市镇，属于托农莱班区。 

## 地理
讷沃塞勒（46°23'42"N, 6°36'45"E）面积4 平方千米，位于法国奥弗涅-罗讷-阿尔卑斯大区上萨瓦省，该省份为法国东部省份，历史上为薩伏依的一部分，北与瑞士接壤，西接安省，南至萨瓦省，东与瑞士和意大利接壤。
与讷沃塞勒接壤的市镇（或旧市镇、城区）包括：埃維昂萊班、拉兰日、莱芒湖畔马克西利、圣波勒昂沙布莱。
讷沃塞勒的时区为UTC+01:00、UTC+02:00（夏令时）。

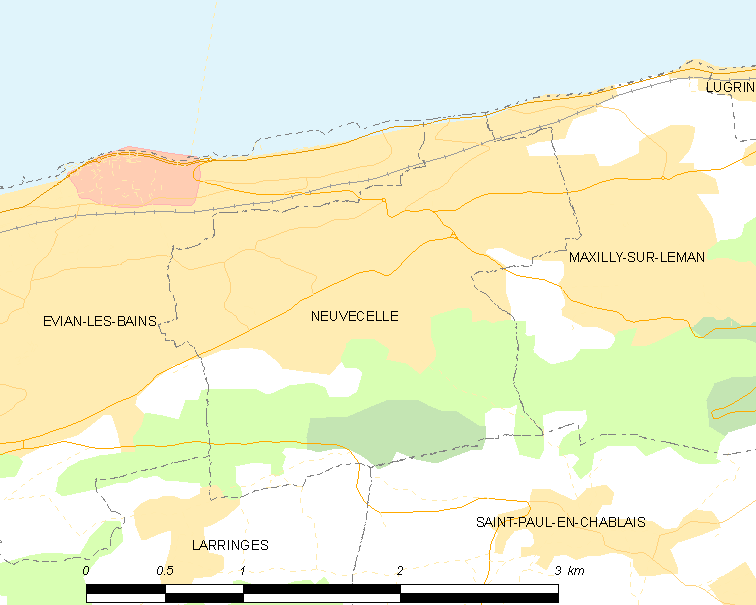
讷沃塞勒的OSM定位图

## 行政
讷沃塞勒的邮政编码为74500，INSEE市镇编码为74200。

## 政治
讷沃塞勒所属的省级选区为埃维昂莱班县。

## 人口

1962-2008年间讷沃塞勒人口变化图示

讷沃塞勒于2022年1月1日时的人口数量为3224人。